# ヤマト住建
ヤマト住建株式会社（ヤマトじゅうけん）は、兵庫県神戸市中央区に本社を置くハウスメーカーである。

## 概要
経営理念は「万人に喜びを」
。事業内容は、注文住宅事業、分譲住宅事業、不動産流通事業、リフォーム事業、中古住宅買取再生事業など、多岐にわたる。土地探しから建築請負まで一手に手がける。日本の住宅を世界基準レベルにすることを使命とし、「長寿命」「広い」「安い」「高性能」の家づくりを目指す。具体的には、最も力を入れる高気密高断熱対策のほか、従来の木造軸組工法に「金物工法」＋「パネル工法」を組み合わせて耐震性能を高めるとともに、制振ダンパーを組み合わせた地震に強い家づくり、床や壁、建具には天然無垢材を採用、家庭内のあらゆる蛇口から浄水が出る水へのこだわりなどが特徴として挙げられる。特に制振ダンパーのevoltz（エヴォルツ）
は、千博産業株式会社が企画開発し、世界有数の自動車メーカーがトップモデルとして選択するビルシュタイン社に製造を委託。世界レベルの高性能、高品質を実現している。またシステムの合理化などコストダウンのための一般的な営業努力のほか、CMや印刷物にかかる広告費を最小限に抑えることで、ローコストな高性能住宅を実現。長期保証とアフターサービスも充実している。無償の点検は、6ヶ月定期点検に始まり、2年定期点検、5年定期点検、10年定期点検、20年定期点検と行われ、迅速対応のアフターサポートも随時相談を受け付けている。「ハウス・オブ・ザ・イヤー・イン・エナジー」や「グッドデザイン賞」など、受賞歴も多数ある。小冊子『y-style BOOK』を発刊。

## 沿革
- 1987年（昭和62年）11月 - 神戸市灘区にて「ヤマト住建」創業
- 1990年（平成2年）1月 - 組織変更・法人設立　社名「ヤマト住建株式会社」（資本金1,000万円）
- 1992年（平成4年）7月 - 店舗拡張・常設展示場「ハウジングギャラリー」開設
- 1993年（平成5年）5月 - 新築一戸建分譲住宅事業開始
- 1995年（平成7年）1月 - 阪神・淡路大震災障害者救済ボランティア活動
- 1995年（平成7年）8月 - 輸入住宅（ツーバイフォー）「アヴァンセ」開発
- 1997年（平成9年）8月 - 「自社社屋」取得
- 1999年（平成11年）8月 - 営業支店「大阪支店」開設
- 1999年（平成11年）10月 - 宅地建物取引免許建設大臣免許取得
- 2001年（平成13年）2月 - 人に優しい健康快適住宅「木の家オアシス」開発
- 2002年（平成14年）11月 - 本社移転（神戸三宮ビル）
- 2002年（平成14年）12月 - 分譲マンション事業を開始
- 2003年（平成15年）10月 - 営業支店「東京支店」開設
- 2004年（平成16年）1月 - 増資（資本金3億1,900万円）
- 2007年（平成19年）12月 - 外断熱工法住宅「エネージュ」開発
- 2008年（平成20年）11月 - 旧大阪支店を本店に統合
- 2009年（平成21年）4月 - 「エネージュ」が住宅型式性能認定を取得
- 2009年（平成21年）6月 - 本社移転（中山手安田ビル）
- 2010年（平成22年）1月 - ゼロエネルギー住宅「スーパーエネージュ」開発
- 2010年（平成22年）12月 - 屋上庭園のある家「スカイガーデンハウス」発売開始
- 2011年（平成23年）7月 - 新感覚注文住宅「エネージュIP」開発
- 2011年（平成23年）8月 - 全商品を「エネージュ」シリーズへ名称統一
- 2011年（平成23年）9月 - 新感覚3階建て注文住宅「エネージュIP3F」開発
- 2012年（平成24年）4月 - 本社移転（神戸商工貿易センタービル）
- 2014年（平成26年）2月 - ダブル断熱「エネージュW」開発
- 2015年（平成27年）1月 - 新シリーズD-meister「VIVO」開発
- 2015年（平成27年）8月 - ゼロエネルギー住宅「エネージュZ」開発
- 2016年（平成28年）6月 - ネルギー住宅「エネージュPLUS」開発
- 2017年（平成29年）10月 - プラスエエネルギー自給自足住宅「エネージュEV」発売
- 2018年（平成30年）1月 - エアコン1台で全館空調する家「ぬくぬくハウス」開発
- 2023年（令和5年）4月 - HEAT20「住宅システム」G3認定取得[5]

## 主な商品

### エネージュシリーズ
- 性能にこだわり
  - エネージュUW
  - エネージュSE
  - エネージュPLUS
  - エネージュW
  - エネージュE
- コストパフォーマンス
  - エネージュIP
  - エネージュIP3F
  - エネージュK
- リーズナブルな価格設定
  - エネージュSGR

### 暮らしにあわせて選ぶ
- 未来の子どもたちのために地球環境を守る家
- ゼロエネルギー住宅（ZEH）
- 全館空調（YUCACOシステム）
- おひさまハウス
- 屋上庭園
- スキップフロアの家
- ペットと住まう家
- 平屋の家
- 二世帯住宅－絆－
- ショキゼロ®
- 店舗付住宅[6]

## 主な受賞歴
- 2010年（平成22年）1月 – ハウス・オブ・ザ・イヤー・イン・エレクトリック2009にて優秀賞を受賞
- 2011年（平成23年）1月 – ハウス・オブ・ザ・イヤー・イン・エレクトリック2010にて特別賞・地域賞をダブル受賞
- 2013年（平成25年）4月 – ハウス・オブ・ザ・イヤー・イン・エナジー2012にて特別優秀賞・優秀企業賞をダブル受賞
- 2014年（平成26年）2月 – 第2回神戸市都市デザイン賞CASBEE建築部門すまいの環境性能賞受賞
- 2014年（平成26年）3月 – ハウス・オブ・ザ・イヤー・イン・エナジー2013にて特別優秀賞・優秀企業賞をダブル受賞
- 2015年（平成27年）2月 – ハウス・オブ・ザ・イヤー・イン・エナジー2014にて大賞・優秀企業賞をダブル受賞
- 2016年（平成28年）2月 – ハウス・オブ・ザ・イヤー・イン・エナジー2015にて特別優秀賞・優秀企業賞をダブル受賞
- 2017年（平成29年）2月 – ハウス・オブ・ザ・イヤー・イン・エナジー2016にて特別優秀賞・特別優秀企業賞をダブル受賞
- 2018年（平成30年）3月 – ハウス・オブ・ザ・イヤー・イン・エナジー2017にて大賞・特別優秀企業賞をダブル受賞[7]
- 2019年（平成31年）3月 – ハウス・オブ・ザ・イヤー・イン・エナジー2018にて特別優秀賞・特別優秀企業賞をダブル受賞
- 2019年（令和元年）8月 – 第13回キッズデザイン賞受賞
- 2020年（令和2年）3月 – ハウス・オブ・ザ・イヤー・イン・エナジー2019にて特別優秀賞・特別優秀企業賞をダブル受賞
- 2021年（令和3年）3月 – ハウス・オブ・ザ・イヤー・イン・エナジー2020にて特別優秀賞・省エネ住宅特別優良企業賞をダブル受賞
- 2021年（令和3年）11月 – 2021年度省エネ大賞にて経済産業大臣賞（ZEB・ZEH分野）を受賞
- 2022年（令和4年）3月 – ハウス・オブ・ザ・イヤー・イン・エナジー2021にて特別優秀賞・優秀賞・省エネ住宅特別優良企業賞を同時受賞
- 2023年（令和5年）3月 – ハウス・オブ・ザ・イヤー・イン・エナジー2022にて優秀賞・省エネ住宅特別優良企業賞を同時受賞
- 2024年（令和6年）2月 – 令和5年度東京エコビルダーズアワードでハイスタンダード賞（断熱・省エネ性能部門）・ハイスタンダード賞（再エネ設備設置量部門）・リーディングカンパニー賞（断熱・省エネ性能部門）・リーディングカンパニー賞（再エネ設備設置量部門）の4部門を同時受賞
- 2024年（令和6年）3月 – ハウス・オブ・ザ・イヤー・イン・エナジー2023にて大賞・省エネ住宅特別優良企業賞・坂本委員長賞を同時受賞

## 免許・登録等
- 宅地建物取引業免許：国土交通大臣(4)第5946号
- 建設業免許:国土交通大臣許可(特-30)第20561号
- 一級建築士事務所:兵庫県知事登録第01A01038号
- 一級建築士事務所:東京都知事登録第56425号
- 一級建築士事務所:群馬県知事登録第4571号
- JIO届出事業者：事業者番号A5100195

## 加盟団体
- 社団法人 全国宅地建物取引業協会会員
- 社団法人 兵庫県宅地建物取引業協会会員
- 財団法人 住宅保証機構
- 社団法人 近畿圏不動産流通機構「近畿レインズ」
- 株式会社 日本住宅保証検査機構
- 社団法人 日本木造住宅産業協会会員

## 主要取引金融機関
- 三井住友銀行
- 三菱UFJ銀行
- みなと銀行
- 関西みらい銀行[8]

## 事業所

### 本社・本店
- 本社：兵庫県神戸市中央区浜辺通5-1-14 神戸商工貿易センタービル18階
  - 役員
  - 財務部
  - 人事部
  - 管理部
  - 総務部
  - 経営戦略本部
  - 企画開発部
  - 建築事業部
  - 購買部
  - 技術開発部
- 本店：兵庫県神戸市中央区下山手通3-15-7
  - 本店営業部
  - 用地開発部
  - アフターメンテナンス事業部

### 近畿エリアの住宅展示場・営業所
- 兵庫県
  - 住まいのギャラリー武庫之荘店／尼崎住宅展示場
  - 住まいのギャラリー西宮北店／西宮北住宅展示場
  - 住まいのギャラリー鈴蘭台店／鈴蘭台住宅展示場
  - 住まいのギャラリー西神戸店／西神戸住宅展示場
  - 住まいのギャラリー三木店／三木住宅展示場
  - 住まいのギャラリー加古川店／加古川住宅展示場
  - 住まいのギャラリー姫路店／姫路住宅展示場
- 大阪府
  - 住まいのギャラリー枚方店／枚方住宅展示場
  - 住まいのギャラリー南大阪店／南大阪住宅展示場
  - 住まいのギャラリー大阪鶴見店
  - 住まいのギャラリー堺店
  - 堺・泉北住宅展示場
- 京都府
  - 住まいのギャラリー京都南店／京都南住宅展示場
- 滋賀県
  - 住まいのギャラリー彦根店／彦根住宅展示場
  - 住まいのギャラリー滋賀店
  - 滋賀住宅展示場
  - 南草津住宅展示場
- 和歌山県
  - 住まいのギャラリー和歌山店／和歌山住宅展示場
- 奈良県
  - 住まいのギャラリー奈良店
  - 住まいのギャラリー橿原店

### 関東エリアの住宅展示場・営業所
- 東京都
  - 東京支店：東京都台東区東上野3-37-9　かみちビル7階
  - 住まいのギャラリー八王子店
  - 住まいのギャラリー杉並店
  - 立川住宅展示場
  - 八王子住宅展示場
- 神奈川県
  - 神奈川支店／神奈川住宅展示場：神奈川県大和市渋谷7-11-6
  - ABCハウジング戸塚住宅公園／横浜住宅展示場
  - 厚木住宅展示場
  - 相模原住宅展示場
  - ヤマトギャラリー横浜ショールーム
- 埼玉県
  - 住まいのギャラリー所沢店／所沢住宅展示場
  - ヤマトギャラリー川口ショールーム
  - 上尾ショールーム
- 千葉県
  - 住まいのギャラリー船橋店／船橋住宅展示場
  - 住まいのギャラリー柏店
  - 千葉オフィス
- 群馬県
  - ヤマトギャラリー伊勢崎店
  - 住まいのギャラリー高崎店
  - 太田住宅展示場
- 栃木県
  - 住まいのギャラリー宇都宮店
- 茨城県
  - 守谷住宅展示場[9]

### 中部エリアの住宅展示場・営業所
- 愛知県
  - 住まいのギャラリー一宮店／一宮住宅展示場
  - 住まいのギャラリー岡崎店
- 岐阜県
  - 住まいのギャラリー岐阜店

### 中国エリアの住宅展示場・営業所
- 広島県
  - 住まいのギャラリー福山店
- 岡山県
  - 住まいのギャラリー岡山店

## 社会貢献活動
- 2016年（平成28年）6月 – 熊本地震ボランティア活動支援
- 2017年（平成29年）5月 – 創業30周年ヤマトプロムナードコンサート（伊勢崎市文化会館１階大ホール）
- 2017年（平成29年）9月 – 九州北部豪雨ボランティア活動
- 2017年（平成29年）11月 – 加古川市立野口小学校へ打楽器バスドラムを寄付
- 2018年（平成30年）8月 – 岡山県豪雨ボランティア活動
- 2018年（平成30年）9月 – 劇団ヤマトによる兵庫みどり苑での演劇公演
- 2018年（平成30年）11月 – 北海道地震ボランティア活動支援
- 2019年（平成31年）1月 – 神戸市立星和台小学校へ卓上木琴8台を寄贈
- 2019年（令和元年）7月 – 岡山市立西小学校へ図書を寄贈
- 2019年（令和元年）7月 – 岡山市立大元小学校へ一輪車7台を寄贈
- 2019年（令和元年）8月 – 女子サッカークラブINAC神戸レオネッサへ寄付金を寄贈
- 2019年（令和元年）10月 – 台風15号・19号災害ボランティア活動支援
- 2020年（令和2年）3月 – みなと銀行のSDGs推進私募債を通してJICAに寄付
- 2020年（令和2年）6月 – 岡山市立御南小学校と岡山市立芳明小学校へ教育に関する物品を連名で寄贈
- 2020年（令和2年）7月 – 豊中市教育委員会を通じて豊中市立小・中学校全58校にアルコール消毒液を寄贈
- 2022年（令和4年）5月 – ウクライナ人道危機緊急救援金を日本ユニセフ協会に送金（翌月に感謝状を受領）
- 2022年（令和4年）6月 – 岡山市立鹿田小学校へ体育用品を寄贈
- 2023年（令和5年）4月 – トルコ南東部地震に対する緊急支援金を駐日トルコ共和国大使館に寄付[10]